# Саллі Блейн
Елізабет Джейн Янг (англ. Elizabeth Jane Young), відома як Саллі Блейн (англ. Sally Blane; нар. 11 липня 1910, Солт-Лейк-Сіті, Юта — пом. 27 серпня 1997, Палм-Спрінгз, Каліфорнія) — американська акторка кіно та телебачення епохи німого кіно. За роки своєї кінокар'єри, що тривала до кінця 1930-х, знялася в сотні фільмів.

## Життєпис
Блейн буда католичкою і здобула освіту в монастирській школі. Сестра акторок Поллі Енн Янґ і Лоретти Янґ.
На кіноекранах дебютувала в 1917 році в німому фільмі «Сирени моря». Далі були 10 років затишшя, після чого повернулася в кінематограф, з'являючись надалі щорічно в десятці картин. У 1929 році включена в список «WAMPAS Baby Stars», як одна з найбільш перспективних акторок-початківиць. За роки своєї кінокар'єри, що тривала до кінця 1930-х, Блейн знялася в сотні фільмів, серед яких «Подання уявлень» (1929), «Танець за десять центів» (1931), «Хуліганський поведінку» (1932), «Я — втікач-каторжанин» (1932), «Чарлі Чан на острові скарбів» (1939) і «Історія Олександра Грехема Белла» (1939).
Після завершення кар'єри в кіно в 1940-х стала працювати на телебаченні, з'явившись в серіалах «Театр зірок шліца» і «Лист до Лоретті». У 1955 році Блейн повернулася на великий екран з невеликою роллю в трилері «Куля для Джої», а через два роки завершила свою акторську кар'єру.
Будучи свого часу зі співаком Рассом Коломбо, у жовтні 1935 одружилася з актором і режисером Норманом Фостером. У червні 1936 року народила доньку, яку назвала Гретхен на честь своєї сестри Лоретти Янґ, справжнє ім'я якої було Гретхен. Пізніше народила сина Роберта.
Після смерті чоловіка в 1976 році проживала в Каліфорнії, де в серпні 1997 року померла від раку у 87 років, через пів року після смерті старшої сестри Поллі Енн Янґ. Похована на католицькому цвинтарі Святого хреста у Калвер-Сіті.

## Вибрана фільмографія
| Рік       |   | Українська назва               | Оригінальна назва                  | Роль                                 |
| --------- | - | ------------------------------ | ---------------------------------- | ------------------------------------ |
| 1921      | ф | Шейх                           | The Sheik                          | арабська дитина                      |
| 1929      | ф | Вистава вистав                 | The Show of Shows                  | виконавиця у номері «Meet My Sister» |
| 1929      | ф | Закоханий волоцюга             | The Vagabond Lover                 | Джин Вайтголл                        |
| 1930      | ф | Маленька аварія                | The Little Accident                | Медж                                 |
| 1931      | ф | Зірковий свідок                | The Star Witness                   | Сью Лідс                             |
| 1931      | ф | Небезпечна справа              | A Dangerous Affair                 | Марджорі Рендольф                    |
| 1932      | ф | Я — втікач-каторжанин          | I Am a Fugitive from a Chain Gang  | Еліс                                 |
| 1939      | ф | Історія Александра Ґрема Белла | The Story of Alexander Graham Bell | Гертруда Габбард                     |
| 1939      | ф | Чарлі Чан на острові скарбів   | Charlie Chan at Treasure Island    | Стелла Ессекс                        |
| 1954—1960 | с | Шоу Лоретти Янг                | The Loretta Young Show             | Міс Реґлі, медсестра №1, Мардж       |